# Szczepanów (województwo świętokrzyskie)
Szczepanów – wieś w Polsce położona w województwie świętokrzyskim, w powiecie jędrzejowskim, w gminie Sobków. Ma status sołectwa.
W latach 1975–1998 miejscowość położona była w województwie kieleckim.